# 紀元前297年
紀元前297年（きげんぜん297ねん）は、ローマ暦の年である。
当時は、「クィントゥス・ファビウス・マクシムス・ルッリアヌスとプブリウス・デキウス・ムスが共和政ローマ執政官に就任した年」として知られていた（もしくは、それほど使われてはいないが、ローマ建国紀元457年）。紀年法として西暦（キリスト紀元）がヨーロッパで広く普及した中世時代初期以降、この年は紀元前297年と表記されるのが一般的となった。

## 他の紀年法
- 干支 : 甲子
- 日本
  - 皇紀364年
  - 孝安天皇96年
- 中国
  - 周 - 赧王18年
  - 秦 - 昭襄王10年
  - 楚 - 頃襄王2年
  - 斉 - 湣王4年
  - 燕 - 昭王15年
  - 趙 - 恵文王2年
  - 魏 - 襄王22年
  - 韓 - 襄王15年
- 朝鮮
  - 檀紀2037年
- ベトナム :
- 仏滅紀元 : 248年
- ユダヤ暦 :

## できごと

### 共和政ローマ
- クィントゥス・ファビウス・マクシムス・ルッリアヌスが4度目の執政官に就任した。彼は、ティフェルヌム近郊の戦いでサムニウムを破った。

### ギリシア
- カッサンドロスが病死し、長男のピリッポス4世が後を継いでマケドニア王となった。しかしその直後、ピリッポス4世は消耗性疾患にかかって死去した。そこで、次男のアンティパトロス2世が弟のアレクサンドロス5世と共同統治を行った。
- デメトリオス1世がマケドニアの王位を狙ってギリシアに戻ったが、その留守中にリュシマコスが小アジアにおける彼の財産を奪った。
- プトレマイオス1世は、王国を取り戻そうとするピュロスを支援することを決めた。最初、ピュロスは縁戚のネオプトレモス2世と共同統治を行ったが、すぐに彼を暗殺した。

### インド
- チャンドラグプタは、ジャイナ教に従って生きるため、マイソール近郊のSravana Belagolaを訪れた。
- チャンドラグプタの息子ビンドゥサーラは、パータリプトラの王位を継いだ。

### 中国
- 韓と魏の連合軍が秦の函谷関を攻撃した。
- 楚の懐王が秦の咸陽から脱走した。秦が楚に向かう道を封鎖したため、懐王は間道を通って趙に逃れようとした。しかし趙の主父が代にいて不在だったため、趙は懐王を受け入れようとしなかった。そこで懐王は魏に逃げようとして、秦の追っ手に捕らえられ、連れ戻された。
- 趙の主父が新領土を巡行し、代にいたった。楼煩王と西河で会見してその兵を麾下に加えた。

## 死去
- カッサンドロス - マケドニア王（紀元前358年生）